# Stanislas Dombeck
Stanislas Dombeck (Crisenoy, 1931. szeptember 26. – Sablonceaux, 2013. szeptember 18.) francia labdarúgó-középpályás, edző.

## Pályafutása

### Klubcsapatokban
1950–51-ben az Amiens, 1951–1956 között a Stade Français, 1956–1962 között a Rennes labdarúgója volt.

### A válogatottban
1958-ban egy alkalommal szerepelt a francia válogatottban.

## Statisztika

### Mérkőzése a francia válogatottban
| Franciaország | Franciaország     | Franciaország                      | Franciaország | Franciaország | Franciaország | Franciaország | Franciaország | Franciaország |
| #             | Dátum             | Helyszín                           | Hazai         | Eredmény      | Vendég        | Kiírás        | Gólok         | Esemény       |
| ------------- | ----------------- | ---------------------------------- | ------------- | ------------- | ------------- | ------------- | ------------- | ------------- |
| 1.            | 1958. december 3. | Athén, Leofóru Alexándrasz Stadion | Görögország   | 1 – 1         | Franciaország | NEK-selejtező | -             |               |
|               | Összesen          |                                    |               | 1             | mérkőzés      |               | 0             | gól           |